# Ultimate ping

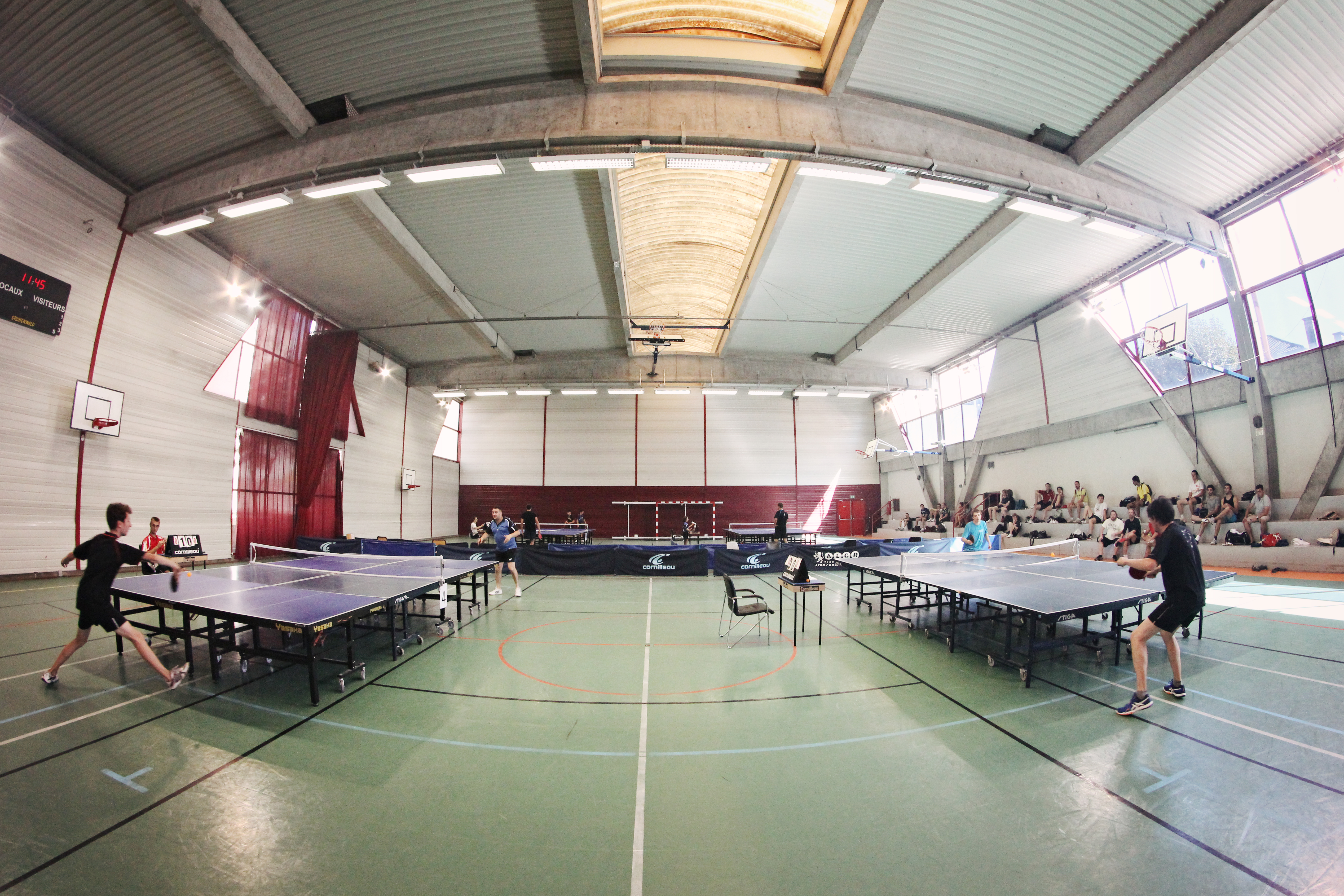
Tournoi d'Ultimate Ping.

L’Ultimate Ping est un sport de raquette, apparu en France fin 2012, qui s'inspire du tennis de table.
Certains clubs de tennis de table précurseurs en France le pratiquent de temps en temps pendant les vacances, en fin de stage, en fin d’année ou en loisirs en fonction de la disponibilité de leur salle.  
L'ultimate ping est pratiqué en Allemagne, où il est appelé "4er-Tisch" (4 tables). Différentes compétitions sont organisées depuis 2005 : Open, Coupe du Monde, Championnat du Monde,.
En France, le 1er Open international LexiFi a été organisé par l'Association Ultimate Ping FRANCE en juin 2016.

## Caractéristiques

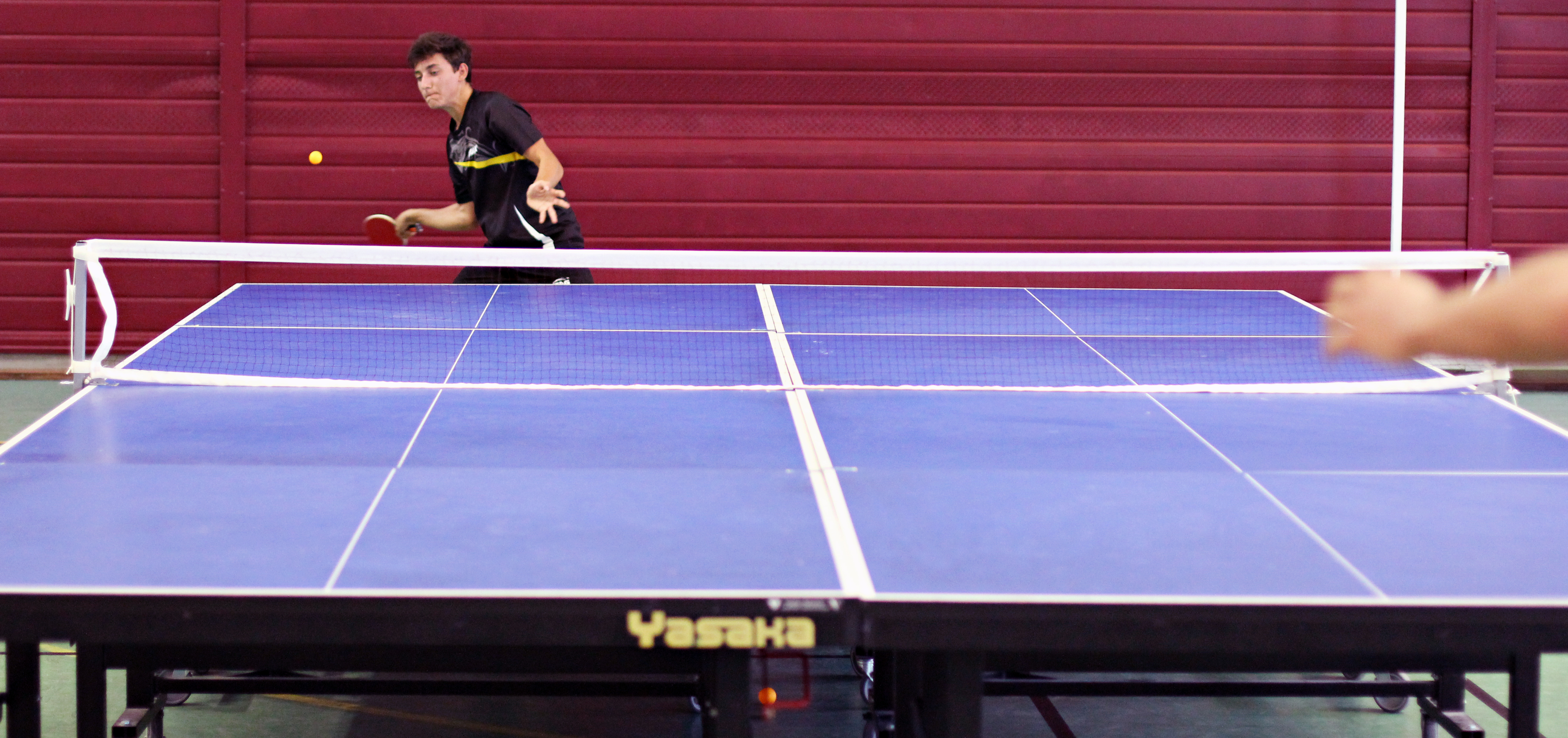
Table d'ultimate ping, faite avec 2 tables accolées.

Il se joue sur quatre tables de tennis de table accolées les unes aux autres dans le sens de la longueur. Les filets ont été préalablement retirés des tables.
Les dimensions du filet de l'ultimate ping sont de 350 cm de longueur sur 32 cm de hauteur. 
À fin d'entraînement ou de loisir, le filet peut être remplacé par des séparations et, selon le matériel à disposition, surélevées de supports tels que des bancs ou des tabourets. La hauteur du filet est généralement supérieure à 32 cm, avoisinant les 50 cm. Deux séparations sont nécessaires pour couvrir la largeur des deux tables accolées. 
L'on peut choisir de réduire la longueur horizontale du filet en déplaçant les séparations de manière à les faire converger vers le centre de la table, rendant des coups techniques comme la roulette bien plus facile à réaliser. La structure métallique supérieure des séparations permet une nouvelle forme de "gratte" : le rebond de la balle contre le filet n'est pas atténué mais s'en voit, au contraire, grandement amplifié. La hauteur du rebond est proportionnelle à la puissance et l'effet conférés à la balle par le joueur.

## Les règles
Il y a deux règles intrinsèques à l'ultimate Ping que l'on ne retrouve pas dans le tennis de table :
- La balle peut rebondir deux fois sur la table avant d'être jouée.
- Possibilités de s'appuyer sur la table voire de s'allonger à condition de garder un appui au sol.

### En simple
- Chaque partie se joue en 3 sets gagnants de 11 points, avec au moins 2 points d'avance sur son adversaire (Exemple : 11-9, 11-5 etc.). Dans le cas où un joueur n'a qu'un point d'avance, la manche continue jusqu'à qu'il y ait 2 points d'écarts. (Exemple : 12-10, 14-12 etc.)
- Les joueurs servent chacun leur tour tous les 2 points.
- 1er service à droite dans la diagonale, 2e service à gauche dans la diagonale.
- Un joueur a le droit de rater un service

### En double
- Chaque partie se joue en 3 sets gagnants de 11 points, avec au moins 2 points d'avance sur son adversaire (Exemple : 11-9, 11- 5 etc.). Dans le cas où une équipe n'a qu'un point d'avance, la manche continue jusqu'à qu'il y ait 2 points d'écarts. (Exemple : 11- 9, 14-12 etc.)
- Chaque joueur joue chacun son tour pendant l’échange.
- On change de serveur et de receveur tous les 2 points. (A, B contre X, Y : A sert sur X puis X sert sur B, B sert sur Y et Y sert sur A)